# پاندروسا پارک (کالیفرنیا)
پاندروسا پارک (به انگلیسی: Ponderosa Park) یک منطقهٔ مسکونی در ایالات متحده آمریکا است که در شهرستان کالاوراس، کالیفرنیا واقع شده‌است. پاندروسا پارک ۱٬۰۳۱ متر بالاتر از سطح دریا واقع شده‌است.